# Turnul Sfatului din Sibiu
Turnul Sfatului din Sibiu (în germană Hermannstädter Ratsturm) este un turn aflat în municipiul Sibiu, pe sub care este un gang de trecere între Piața Mare și Piața Mică. El a fost construit în secolul al XIII-lea, la parterul său aflându-se poarta de intrare în cea de-a doua centură de fortificații a orașului. În decursul timpului, a suferit mai multe refaceri, care i-au alterat forma inițială. Turnul Sfatului se află în Piața Mică nr. 1.
Incinta a II-a a ansamblului fortificațiilor orașului medieval Sibiu, din care fac parte Turnul Sfatului, Turnul Scării Aurarilor și fragmente de curtine edificate în perioada 1224-1241, a fost inclusă pe Lista monumentelor istorice din județul Sibiu din anul 2004, având codul de clasificare SB-II-m-A-12010.02.

## Istoric
Turnul a fost construit în secolul al XIII-lea, fiind folosit inițial ca poartă de intrare în cea de-a doua centură de fortificații a orașului. În imediata sa apropiere se află clădirea ce adăpostea Primăria Sibiului (aflată în Piața Mică nr. 31), atestată documentar pentru prima dată în 1324.
Cea de-a II-a incintă fortificată a orașului datează din perioada 1224-1241. În urma cercetărilor arheologice, s-a descoperit o monedă din perioada de domnie a regelui Andrei al II-lea al Ungariei (1205-1235) în șanțul de apărare al acestei incinte. 
Turnul actual nu mai păstrează din construcția inițială decât doar nucleul ridicat până la înălțimea întâiului etaj. El a fost refăcut de mai multe ori în decursul timpului, fiind supraînălțat și înglobat unui grup de construcții. Etajele superioare ale turnului s-au prăbușit la 17 februarie 1585 și l-au îngropat sub ziduri pe pictorul Johann David ce lucra la zugrăvirea bolții. Ca urmare, în perioada 1586-1588 s-au efectuat o serie de lucrări ample de reconstrucție.  Deasupra gangului de trecere din Piața Mică în Piața Mare se află încastrată în zid o placă de piatră cu următoarea inscripție în limba latină: "HAEC TVRRIS TOTALITER PRAEPARATA EST A.D. 1588 DIES 3 AVGVS." ("Acest turn a fost terminat în totalitate în ziua de 3 august a Anului Domnului 1588.")
Acoperișul turnului, în formă piramidală ascuțită cu patru turnulețe la colțuri a fost reparat de mai multe ori în secolul al XVIII-lea, prima dată în anul 1719 de către Magistratul orașului apoi in anul 1750, când s-a luat decizia înlocuirii acoperișului în formă piramidală ascuțită cu unul mai ieftin, scund. După cum reiese din acuarela Târgul anual de la Sibiu în 1789 a pictorului Franz Neuhauser, acoperișul turnului era construit în formă piramidală scundă, cu ruptură de pantă, cu patru turnulețe la colțuri. Și acesta a fost înlocuit între anii 1824-1826 când s-a adăugat ultimul etaj și s-a refăcut acoperișul care a căpătat forma actuală, de bulb. 
Turnul Sfatului a fost restaurat complet în perioada 1961-1962, în interiorul său organizându-se expoziția "Aspecte din istoria Sibiului". În anii 1962-1998 turnul a adăpostit o secție de exponate medievale a Muzeului Brukenthal. Pe zidul turnului dinspre Piața Mare a fost amplasată în 1964 o placă de marmură albă cu următoarea inscripție: 
"TURNUL SFATULUI
A fost poarta de intrare a celei de a doua centuri de fortificații a orașului de la sfîrșitul secolului al XIII-lea. Năruindu-se parțial în 1586, a fost reclădit în 1588. În 1826 i s-a adăugat încă un etaj, primind înfățișarea de astăzi. Restaurat complet în 1961-1962.
Monument istoric nr. 2557
Sfatul Popular al Orașului Regional Sibiu - 1964"
Cu ocazia vizitei șefilor de stat participanți la Summit-ul statelor din Europa de Sud-Est, desfășurat la București și Sibiu în perioada 7-8 iunie 2007, sub placa din 1964 a fost amplasată o altă placă cu următorul text bilingv româno-englez:
"Diversitate culturală, punte între patrimoniu și cultura viitorului

***
Această placă a fost dezvelită cu ocazia vizitei șefilor de stat, participanți la Summit-ul statelor din Europa de Sud-Est, București-Sibiu,
This plaque was unveiled on the occasion of the visit of the head of states, taking part in the South-Eastern European Countries Summit, Bucharest-Sibiu, 7-8 June 2007
Amplasată în cadrul programului Sibiu, Capitală culturală europeană - 2007"

## Întrebuințări
În decursul timpului, turnului i s-au dat diferite utilizări. Astfel a fost utilizat ca turn de poartă, depozit de grâne, ca foișor de foc (punct de observație a incendiilor), ca închisoare și chiar, pentru o vreme, ca muzeu de științe naturale (pe la mijlocul sec. al XIX-lea). În acest moment, turnul este folosit pentru diferite expoziții și ca punct de belvedere, de la nivelul superior al turnului vizitatorii putând să vadă întregul oraș Sibiu și culmile munților Făgăraș.

## Arhitectură
Turnul Sfatului este o clădire cu șapte etaje retrase succesiv, având fațadele marcate prin deschideri înguste de forma unor metereze. Edificiul este susținut de contraforturi înalte, care se retrag în trepte, pe laturile dinspre Piața Mare și Piața Mică. În contraforturile de pe latura sudică a turnului sunt încastrați doi lei reprezentați în relief, despre care se presupunea că făceau parte din structura originală a turnului, dar care par a fi sculptați în perioada Renașterii (ultima treime a secolului al XVI-lea). 
La parter se află o amplă trecere boltită care face legătura între Piața Mică și Piața Mare. De asemenea, în 1930 a fost deschisă o nouă trecere boltită pe sub turn, în partea dreaptă, prin demolarea unei părți din clădirea învecinată aflată în Piața Mare nr. 2. Accesul în interiorul turnului se face pe o ușă de mici dimensiuni, amplasată în Piața Mică. De aici se urcă pe o scară îngustă, în spirală, care duce la etajele superioare. La etajul VI se află mecanismul orologiului, având cadrane pe toate cele patru laturi ale turnului, în timp ce la ultimul etaj a fost organizat un punct de belvedere asupra orașului vechi.

## Imagini

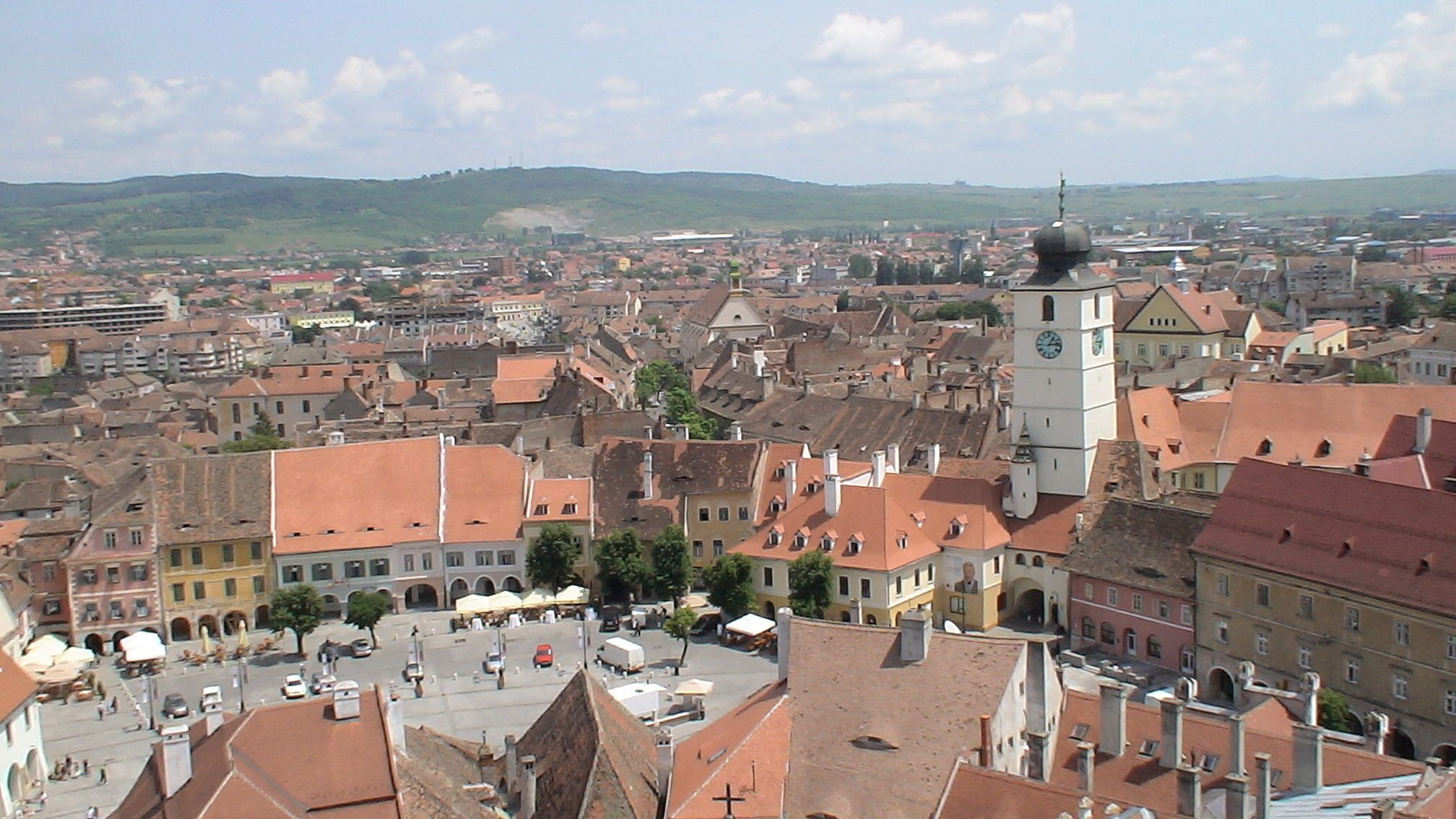
Turnul Sfatului văzut din turnul Catedralei Evanghelice
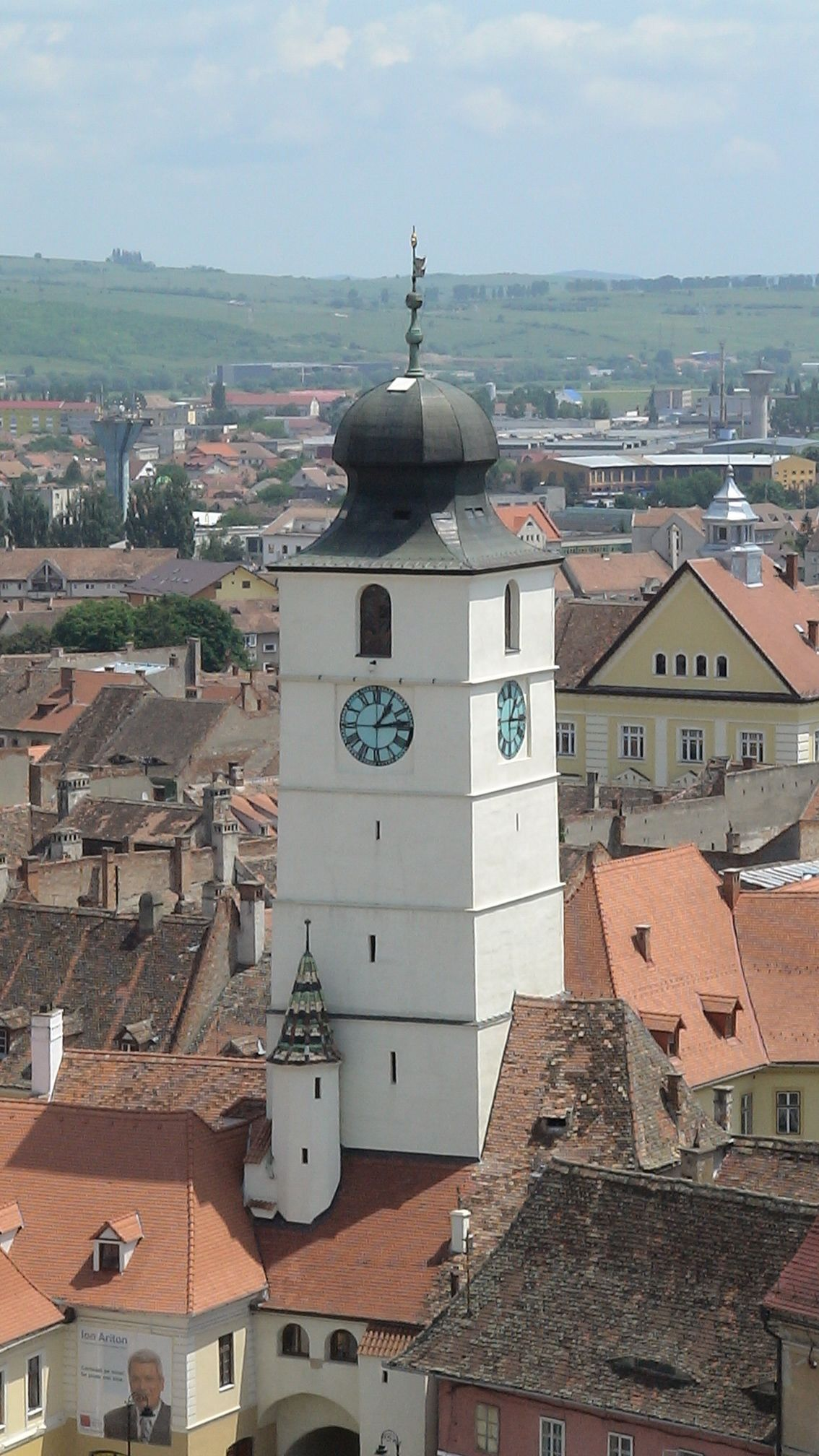
Turnul Sfatului văzut din turnul Catedralei Evanghelice
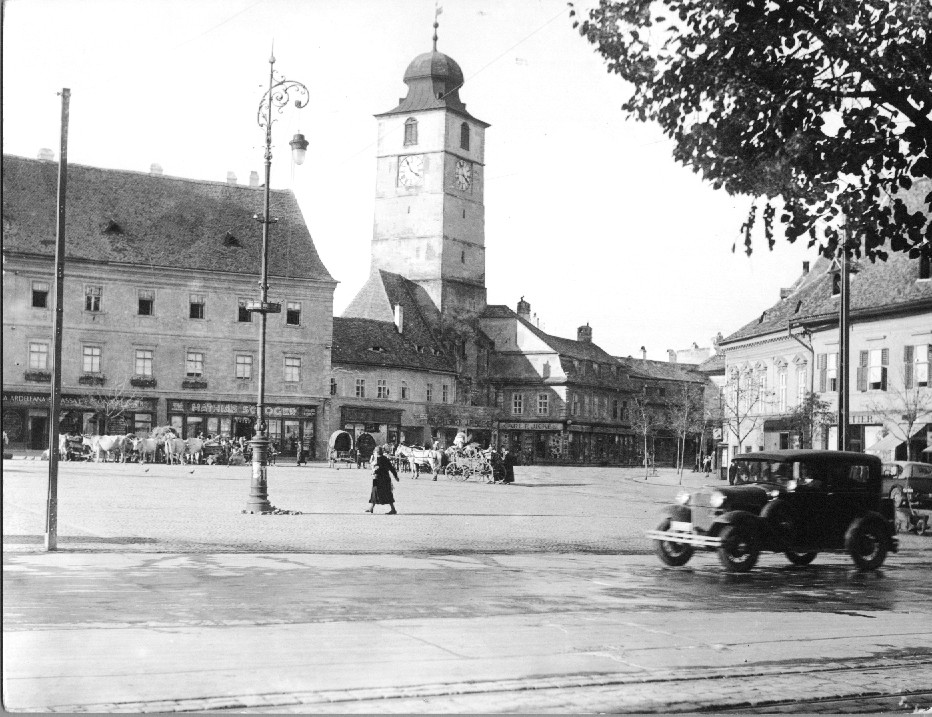
Turnul Sfatului văzut din Piața Mare (1928)
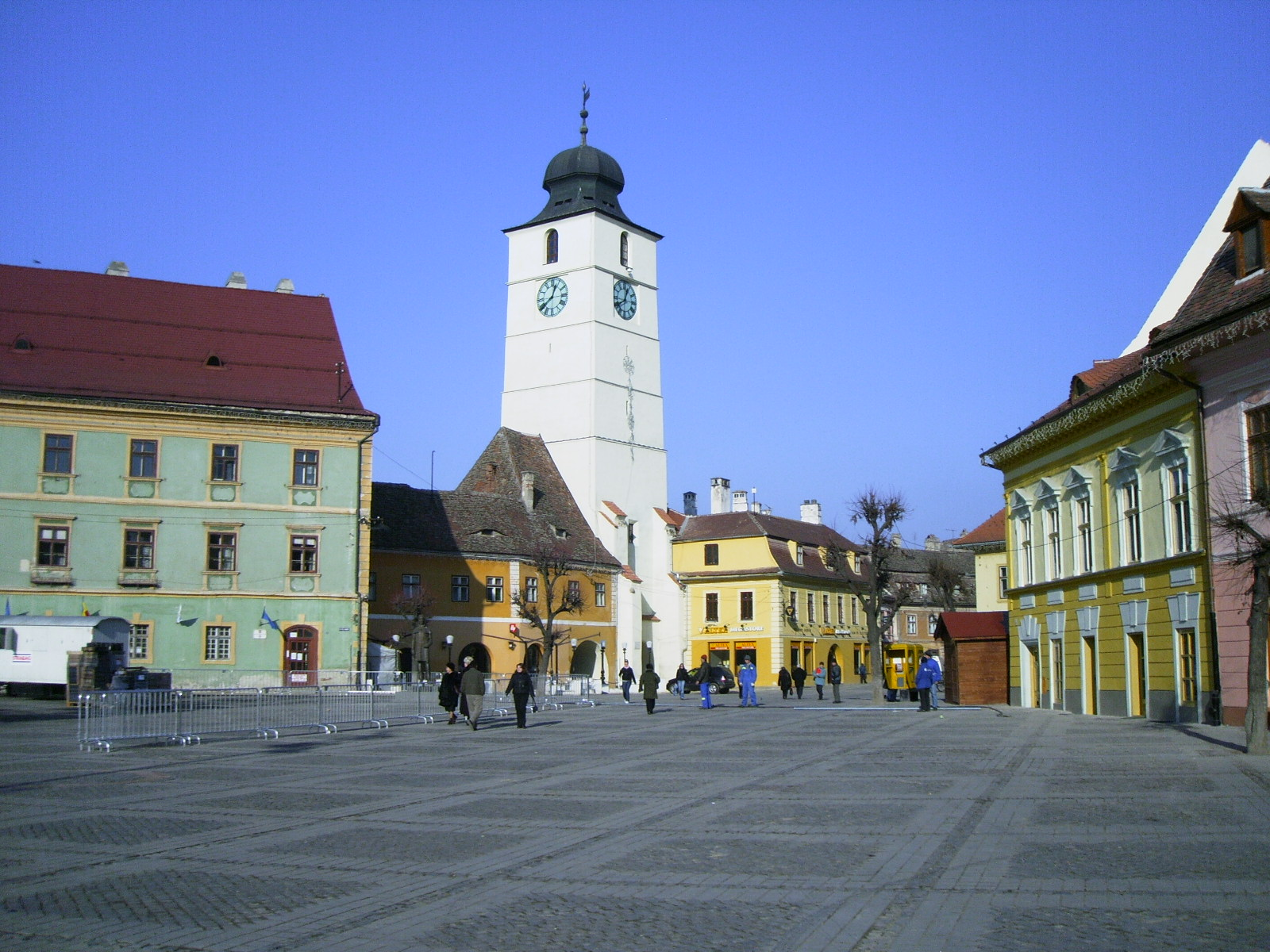
Turnul Sfatului văzut din Piața Mare (2006)
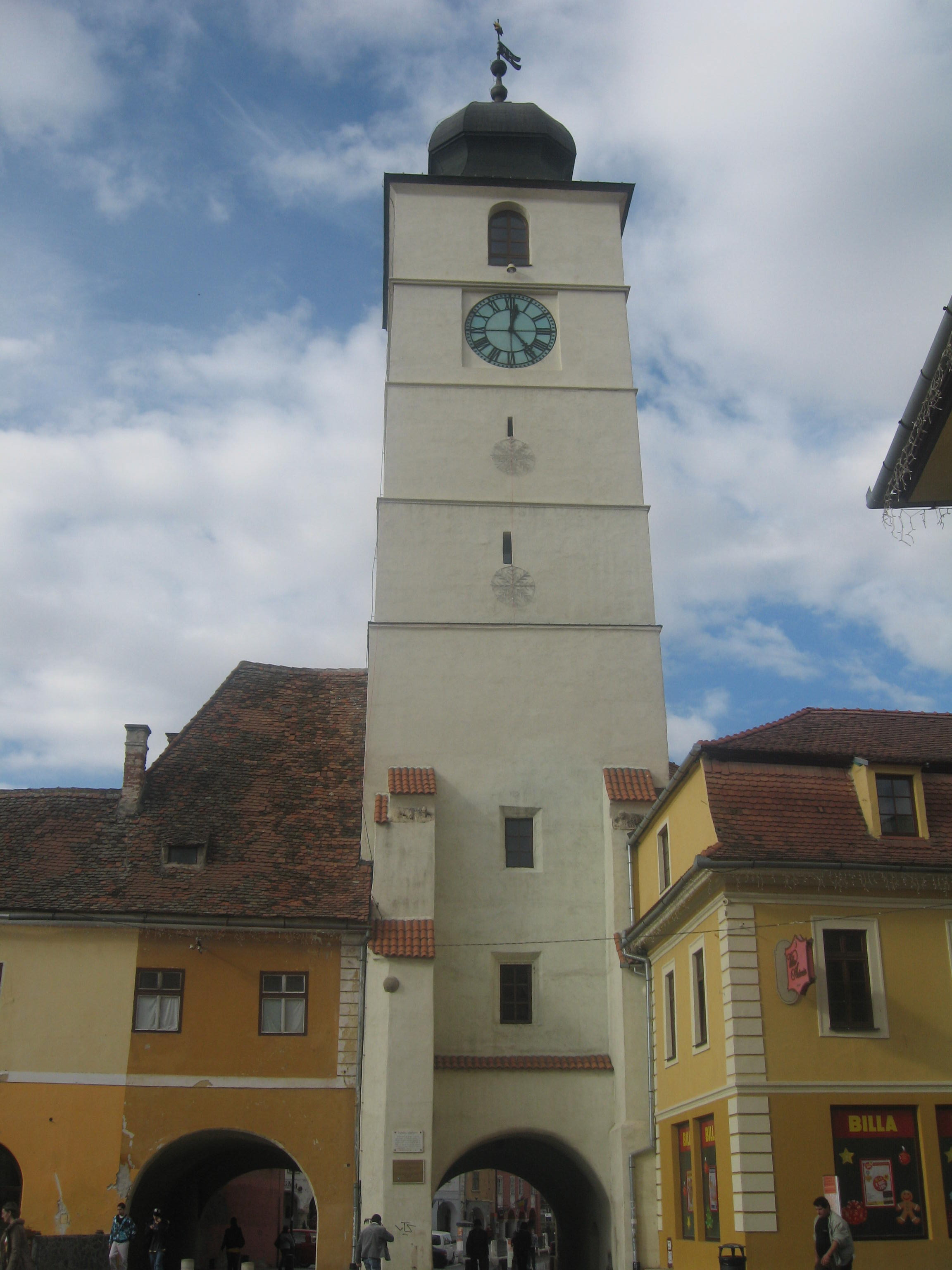
Turnul Sfatului văzut din Piața Mare (2009)
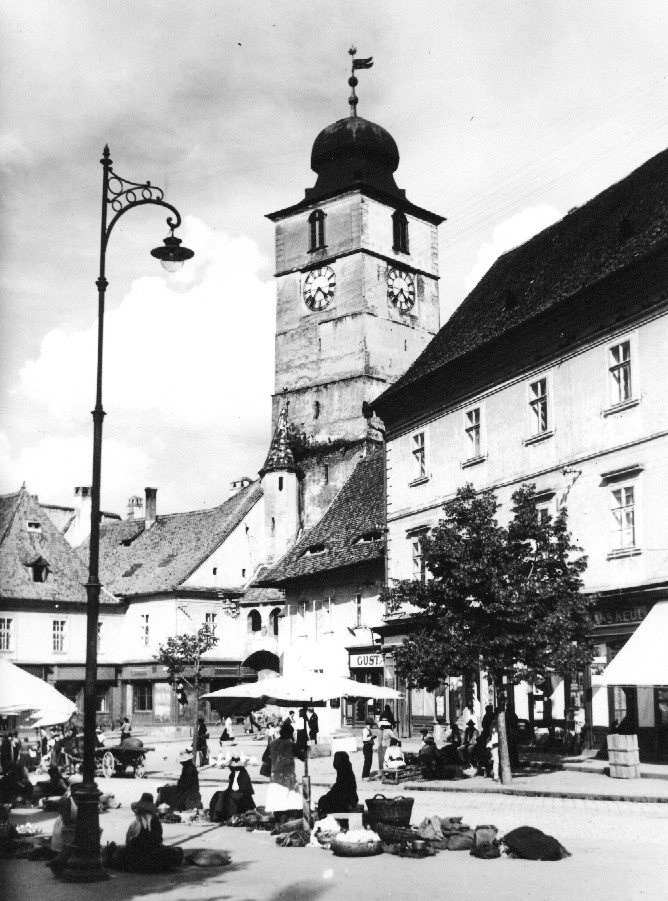
Turnul Sfatului văzut din Piața Mică (1928)
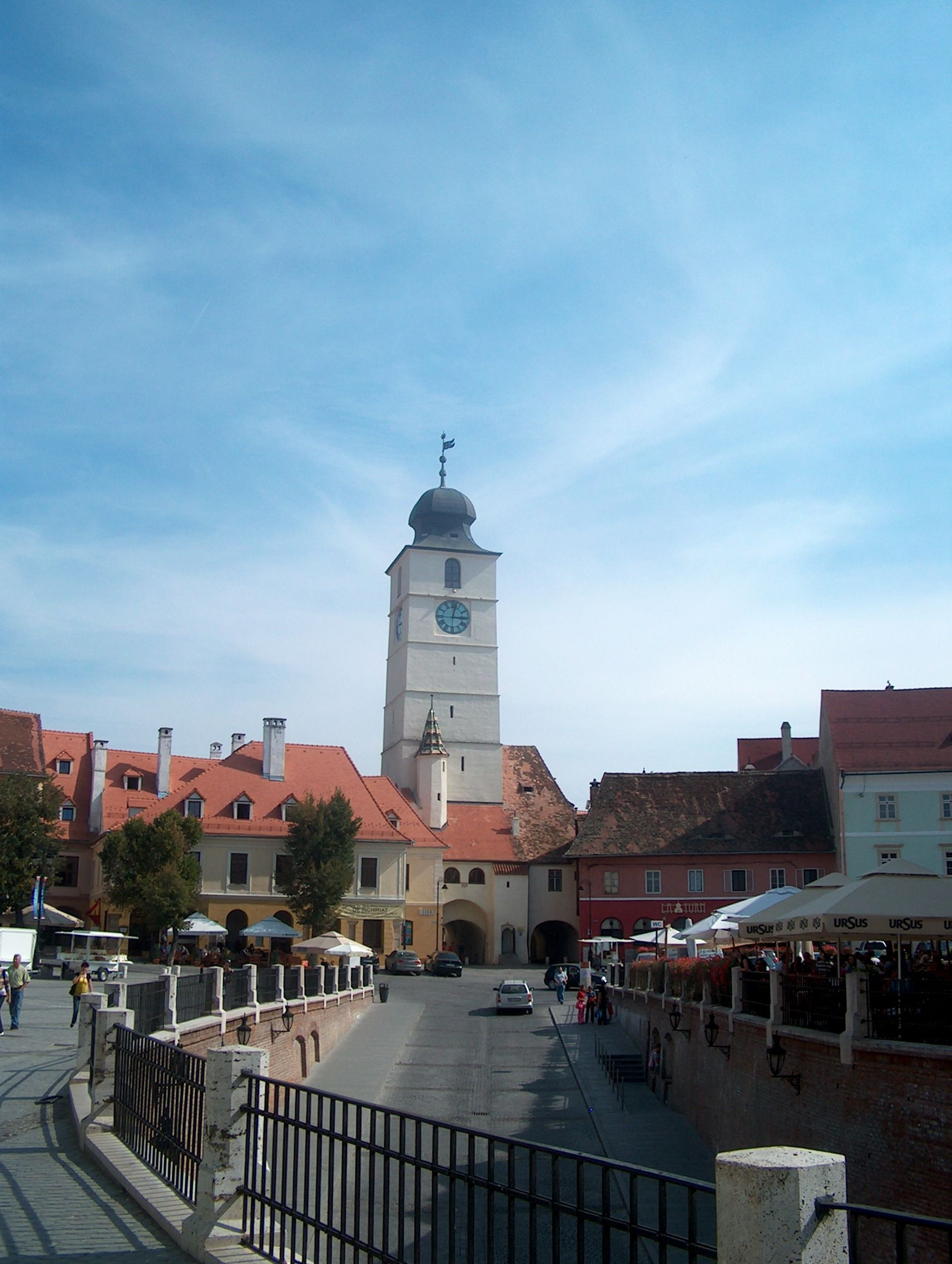
Văzut de pe Podul Minciunilor
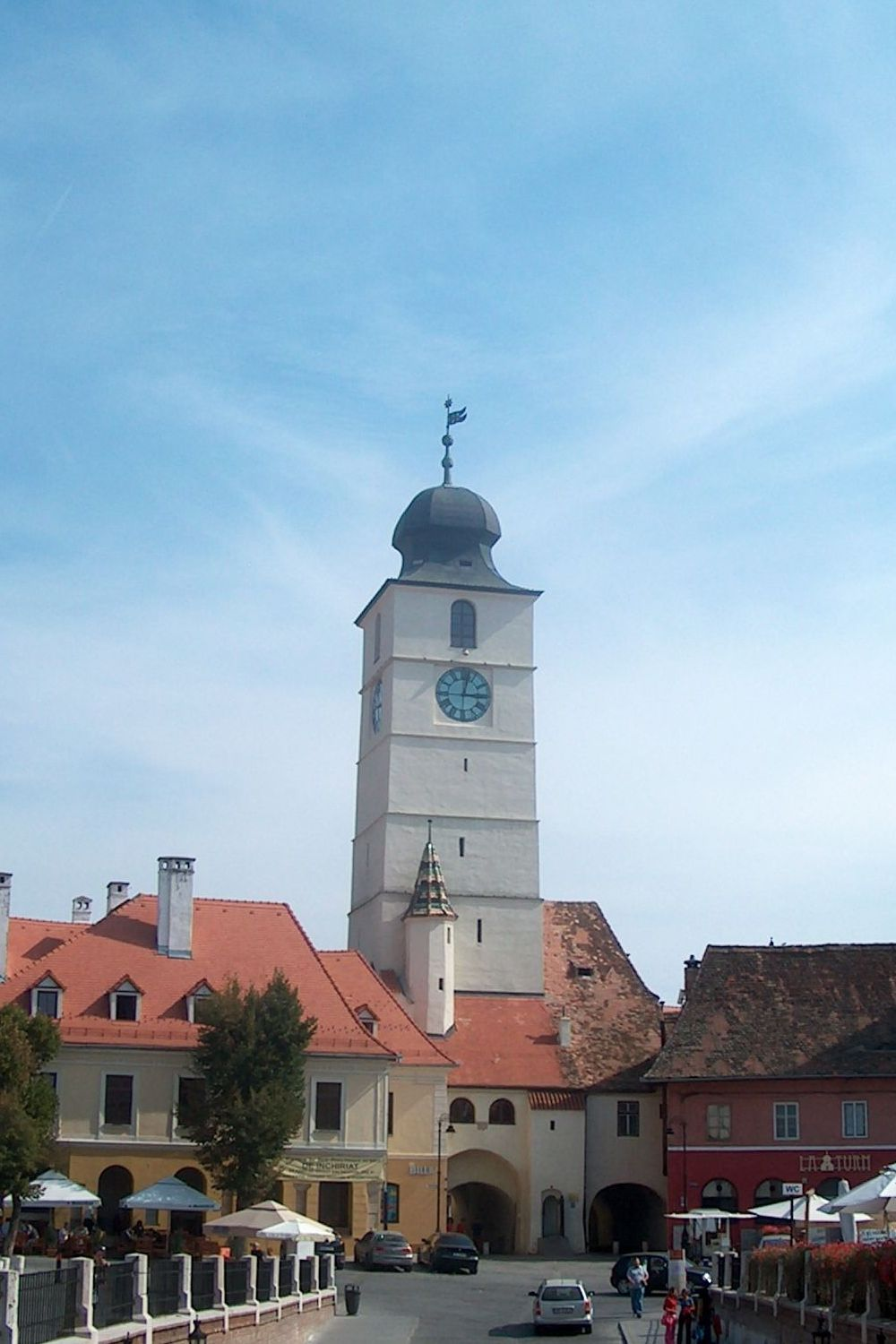
Văzut de pe Podul Minciunilor
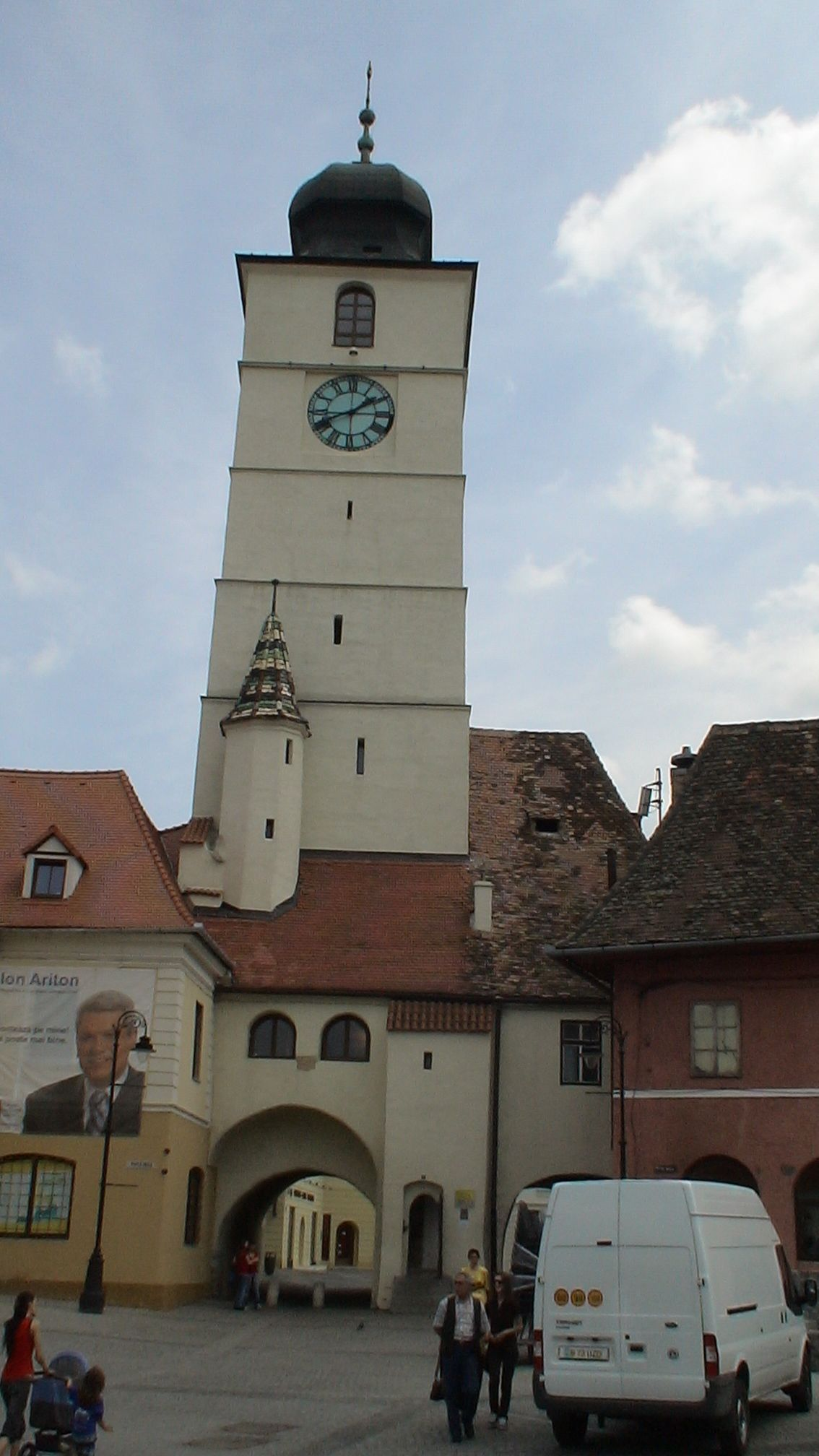
Văzut de la bază, din Piața Mică
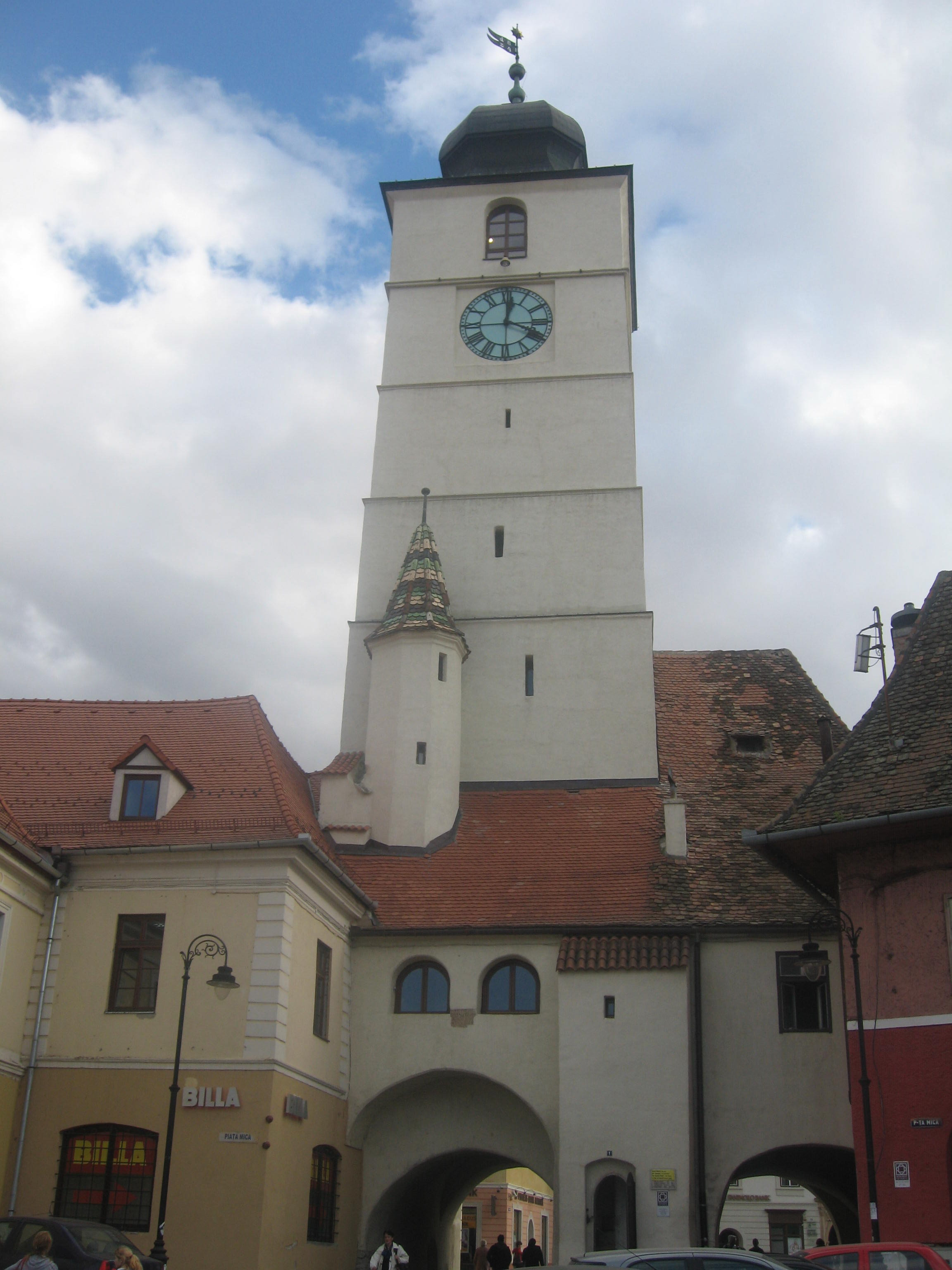
Turnul Sfatului văzut din Piața Mică (2009)
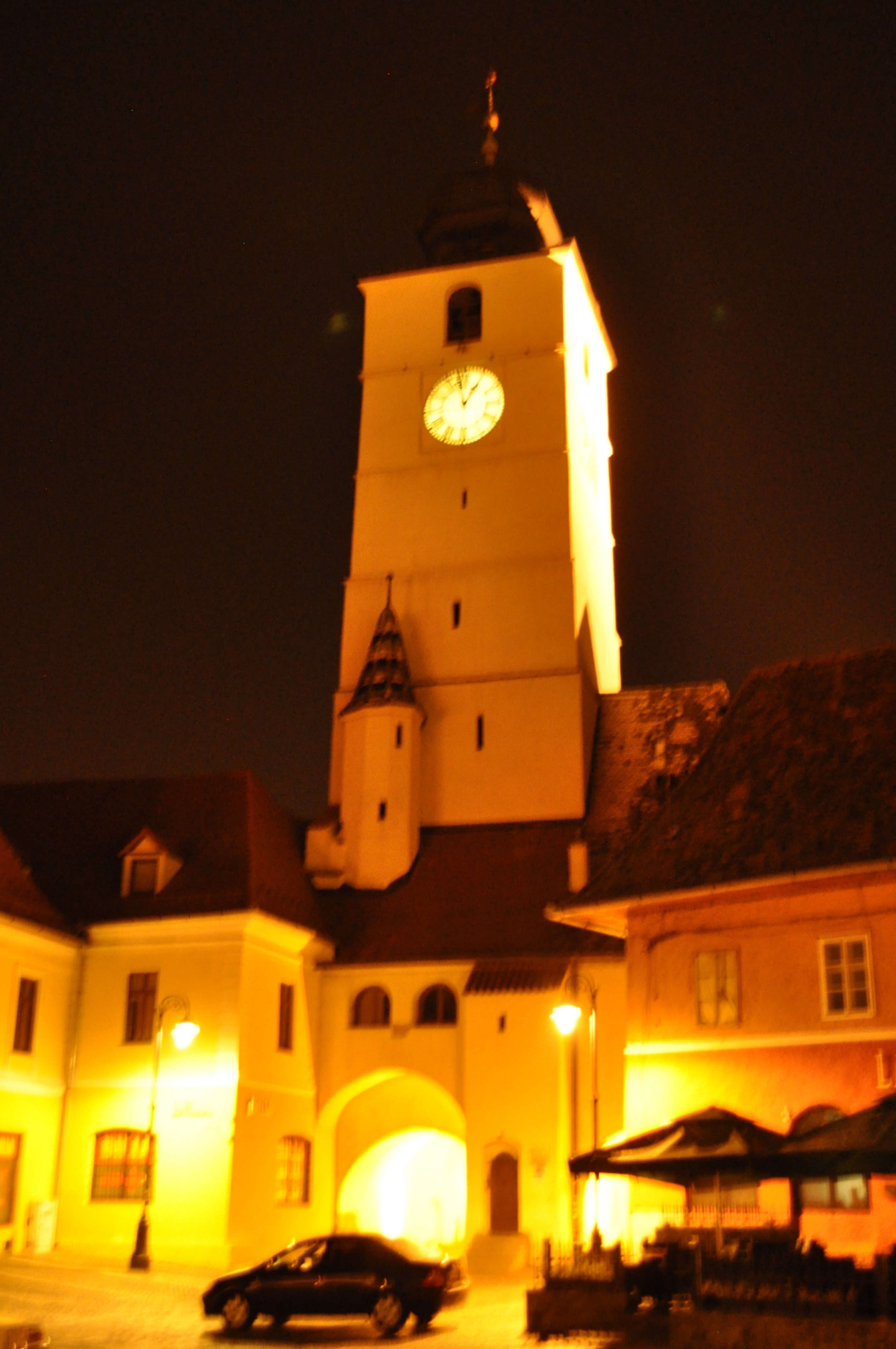
Turnul Sfatului văzut din Piața Mică (noaptea)
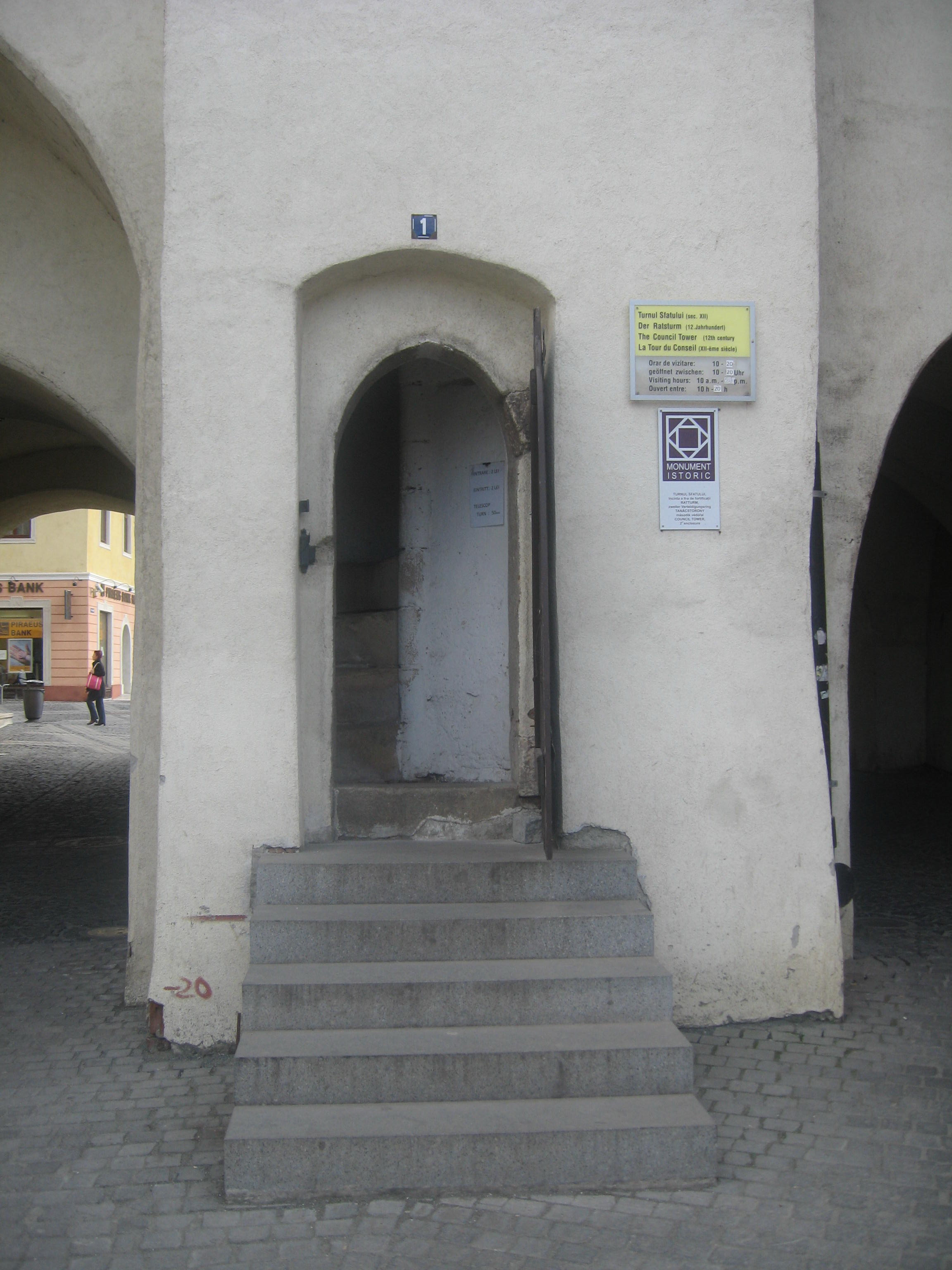
Intrarea în turn
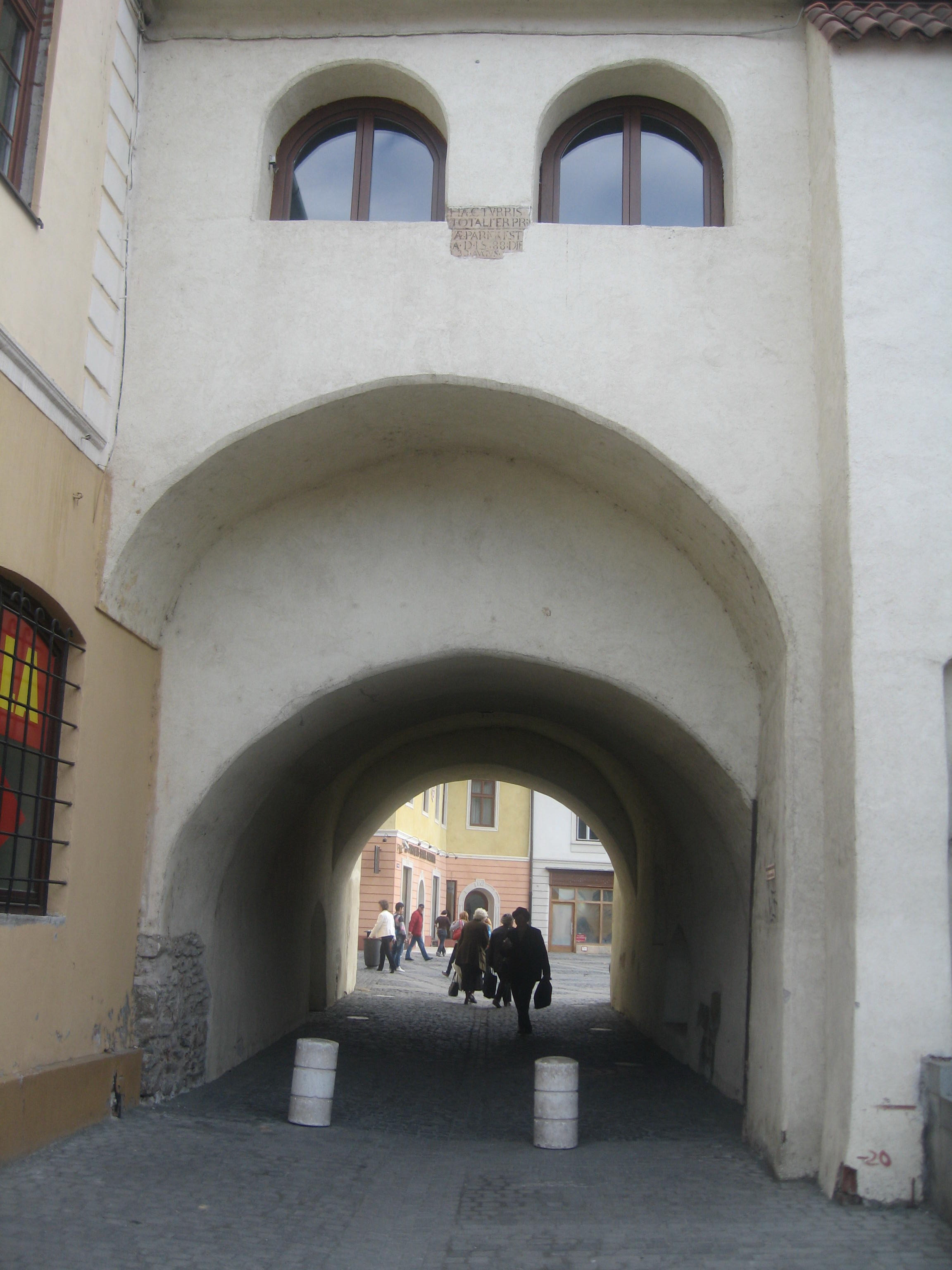
Gangul de acces din Piața Mică în Piața Mare
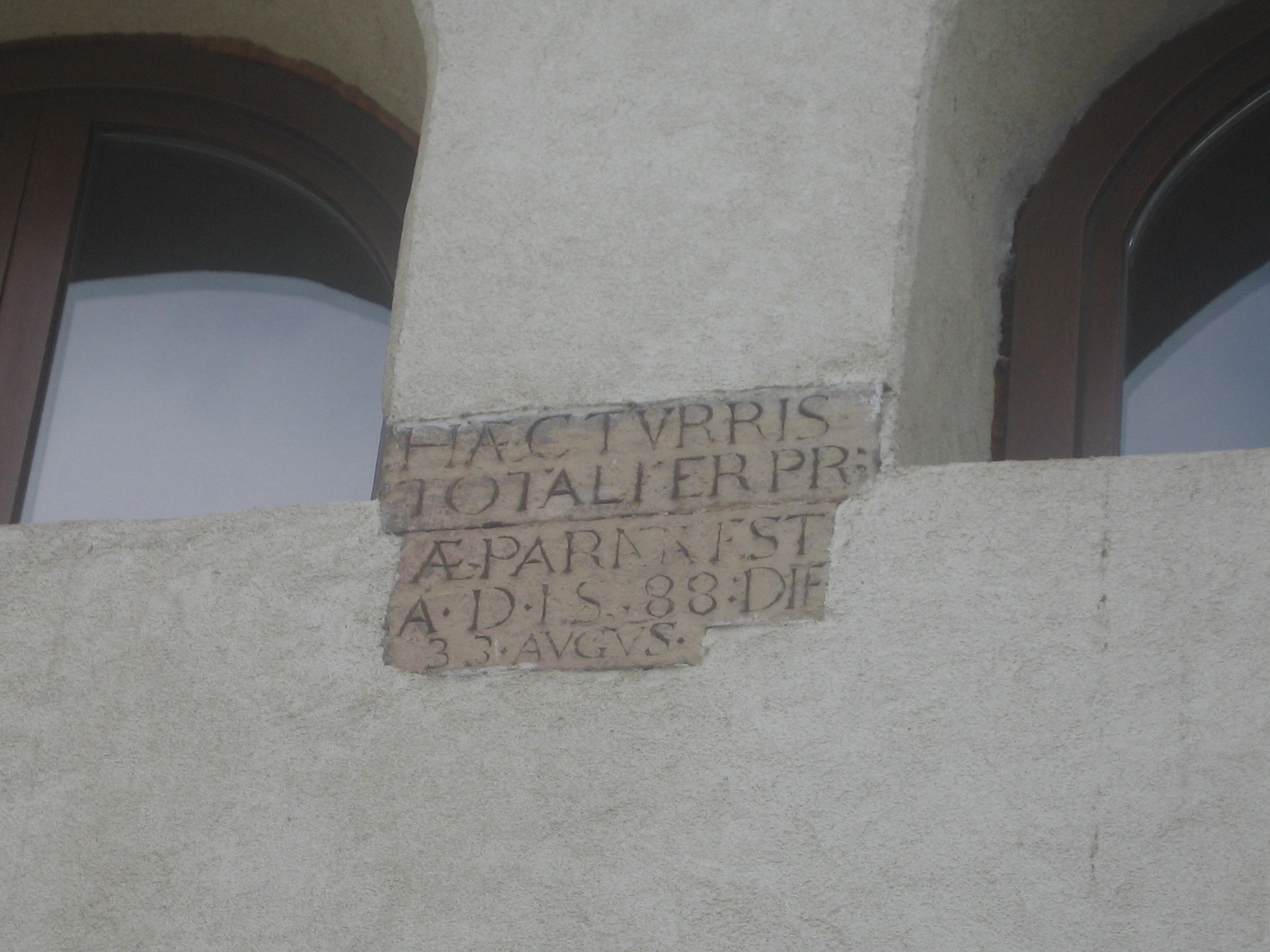
Inscripția aflată deasupra gangului de acces din Piața Mică în Piața Mare
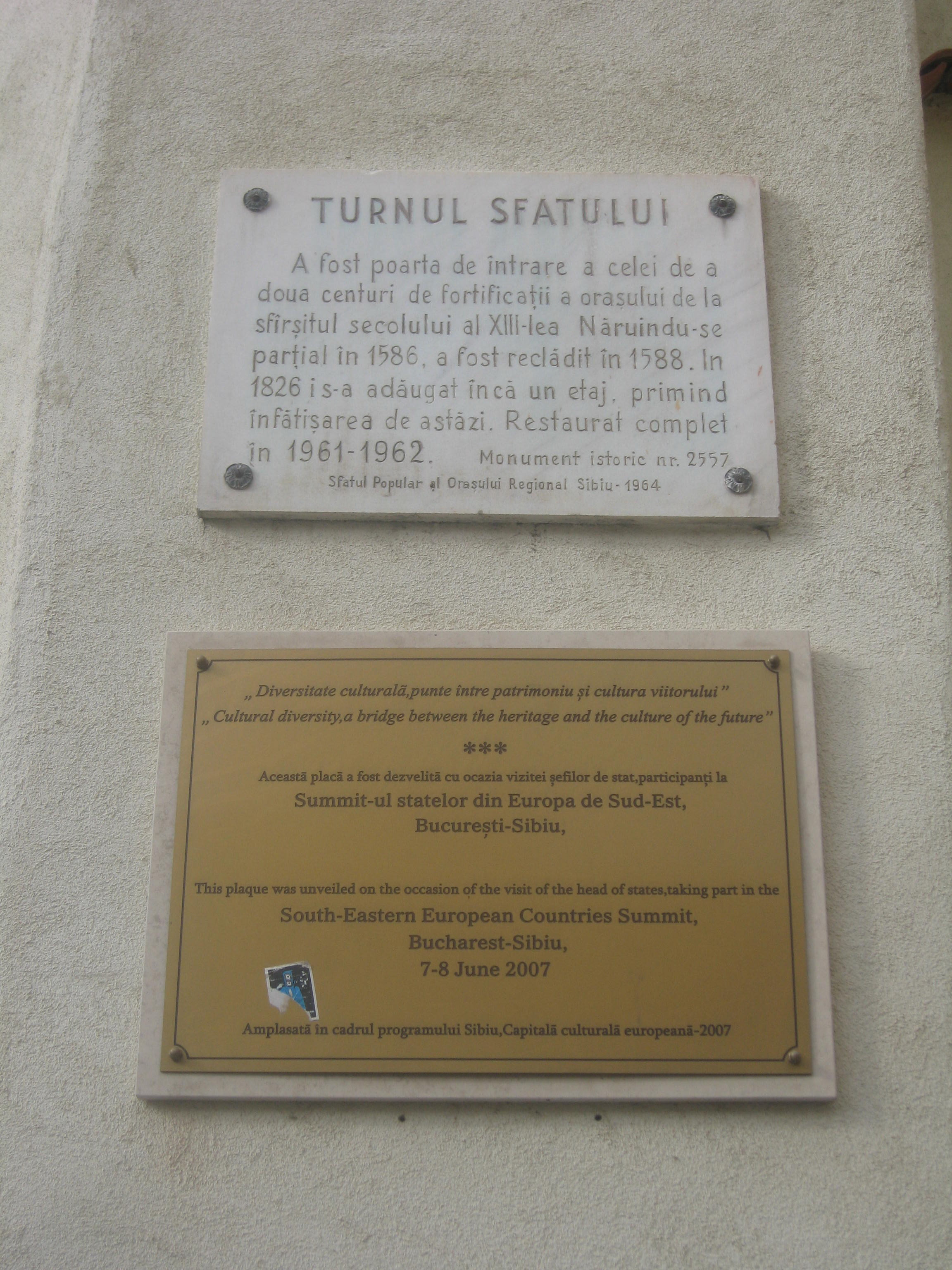
Plăci pe zidul turnului